# Daniel Yeboah
Daniel Yéboah Tétchi (Dabou, 1984. november 13. –) elefántcsontparti válogatott labdarúgó, a Williamsville játékosa.

## Pályafutása
2012 januárjában a francia Dijon két és fél évre szerződtette le az ASEC Mimosas csapatától. 2014-ben távozott, majd szabadúszóként 2016-ban a tanzániai Azam játékosa lett. 2019 januárjában rövid ideig az elefántcsontparti ISCA játékosa volt. Szeptember 24-én aláírt a Williamsville csapatához.
Részt vett a 2010-es labdarúgó-világbajnokságon, a 2012 és a 2013-as afrikai nemzetek kupáján.